# Молев, Михаил Иванович
Михаил Иванович Молев (5 ноября 1891,  д. Мусцы, Псковская губерния, Российская империя — 28 апреля 1952, Ленинград, СССР) — советский военный инженер и  военачальник, генерал-лейтенант (17 ноября 1942).

## Биография
Родился 5 ноября 1891 года в  семье  ремесленника  в  деревне Мусцы, ныне в черте города Сольцы Новгородской области.  Русский. В 1908 году окончил 4-классное городское училище, продолжил обучение в реальном училище, которое окончил в 1910 году, после чего начал свою трудовую деятельность. 

### Военная служба
1 ноября 1913 года был призван в Российскую императорскую армию и направлен для прохождения службы  рядовым в учебную команду Сапёрного лейб-гвардии батальона в городе Санкт-Петербург.

#### Первая мировая война
С началом войны в  августе 1914 года переведён во 2-ю гвардейскую пехотную дивизию 1-го гвардейского корпуса вместе с которой отправлен на фронт, где принимает участие в Галицийском сражении и контрнаступлении  на правом фланге Юго-Западного фронта, после завершения битвы при Краснике. В сентябре  того же года, дивизия переброшен юго-западнее Ивангородской крепости, где  приняла участие в контрнаступлении в рамках Варшавско-Ивангородской операции. В июле 1915 года в составе дивизии принял  участие в боях под Красноставом и Люблин-Холмском сражении. В августе - сентябре 1915 года  участвовал в Виленской операции. В мае-сентябре 1916 года принимал участие в  Брусиловском прорыве. В боях был ранен и контужен, награждён двумя Георгиевскими крестами и тремя Георгиевскими медалями. Войну закончил в звании фельдфебеля.

#### Гражданская война
С ноября  1918 года призван в РККА и назначен командиром взвода отдельной запасной инженерной роты Петроградского военного округа. Принимал участие в боях с войсками генерала  Н. Н. Юденича при отражении  его наступления на Петроград осенью 1919 года.

#### Межвоенные годы
После окончания войны продолжил службу в Петроградском военном округе на должностях:  командир роты 1-го сапёрного батальона того же округа, а с 15 января 1923 года - командир 2-й роты 11-го отдельного сапёрного батальона 11-го стрелкового корпуса. 15 августа 1927 года  – окончил КУКС при Ленинградской КВИШ. С 11 мая 1928 года – помощник по хозяйственной части командира 11-го осапб 11-го ск. С 12 сентября 1928 года – руководитель по саперно-маскировочному делу 1-й Ленинградской артиллерийской школы, а с 30 января 1930 года - курсовой командир в той же школе. В том же году окончил  курс среднего комсостава КУКС в составе Ленинградской КВИШ и  оставлен в ней для продолжения службы. С 22 ноября 1930 года – командир роты, а с 17 мая  1932 года командир батальона Ленинградской КВИШ с КУКС. Член ВКП(б) с 1931 года. С 9 сентября 1932 года - помощник начальника Ленинградской ОКВИШ им. Коминтерна по материально-техническому обеспечению. 
В 1933 году окончил Академические курсы и получил квалификацию  «Военный инженер». С 4 марта 1933 года - корпусной инженер 3-го стрелкового корпуса Московского военного округа. С 23 октября 1936 года полковник Молев - корпусной инженер 19-го стрелкового корпуса Ленинградского военного округа. 22 февраля 1938 года  — «в связи с XX годовщиной Рабоче-Крестьянской Красной Армии и Военно-Морского Флота, за выдающиеся успехи и достижения в боевой, политической и технической подготовке частей и подразделений РККА» комбриг Молев был награжден орденом Красного Знамени. С 14 апреля 1938 года  – начальник отдела инженерных войск Особой Краснознаменной Дальневосточной армии. Участник боевых действий на озере Хасан. С 11 сентября 1938 года  – начальник отдела инженерных войск 1-й Отдельной Краснознаменной армии Краснознамённого Дальневосточного фронта. 22 февраля 1941 года был награждён орденом Красной Звезды. С 29 июля 1940 года  – генерал-майор Молев- начальник инженерных войск, а с 10 октября 1940 года- начальник Инженерного управления Дальневосточного фронта.

#### Великая Отечественная война
С началом  войны служит в прежней должности. Инженерные войска фронта под руководством Молева активно готовились к возможному вторжению японских войск на территорию СССР на стороне гитлеровской Германии: строились приграничные укрепрайоны, многочисленные оборонительные полосы и укрепления в тылу, отрабатывались навыки войск для ведения боевых действий в обороне. В течение пяти месяцев было построено 946 километров дороги на участке Хабаровск – Куйбышевка-Восточная, за что генерал-лейтенант Молев был представлен к ордену Ленина, но был награждён орденом Красной Звезды.

#### Советско-японская война
С началом войны в начале августа 1945 года назначен заместителем командующего 2-го Дальневосточного фронта — начальником инженерных войск фронта. 9 августа фронт перешёл в наступление против японских  на сунгарийском, цицикарском и жаохэйском направлениях. Инженерные войска фронта  под руководством Молева обеспечивали форсирование рек Амур и Уссури, в высадке Сахалянского десанта и прорыве долговременной обороны противника в районе Сахалян, преодолении горного хребта Большой Хинган. 20 августа войска фронта заняли Харбин, вышли в районы Калочжань, Лунчжень,  Саньсин, Боли. Японские войска не смогли оказать серьёзного сопротивления на этих участках и после 20 августа начали массово сдаваться в плен. 11 августа части фронта начали наступление на Южный Сахалин и к 18 августа заняли большую его часть. В период 19 — 25 августа в портах Маока и Отомари были высажены морские (в Отомари, кроме того и воздушный) десанты. 25 августа был занят административный центр Южного Сахалина — город Тоёхара. К началу сентября последние японские части прекратили сопротивление. К 1 сентября были заняты все острова Большой Курильской гряды. За успешное планирование и осуществление указанных операций генерал-лейтенант Молев был награждён орденом Кутузова I степени.
За время войны генерал Молев был персонально упомянут в благодарственном в приказе Верховного Главнокомандующего

#### Послевоенное время
После войны - начальник инженерных войск войск Дальневосточного военного округа, а затем на той же должности в Ленинградском военном округе.
Умер 28 апреля 1952 года в Ленинграде, похоронен там же на Богословском кладбище.

## Награды
СССР
- орден Ленина (21.02.1945)[6][7]
- три ордена Красного Знамени (22.02.1938[8],  03.11.1944[9][7], 06.11.1947[8][7])
- орден Кутузова I степени (08.09.1945)[10]
- два ордена Красной Звезды (22.02.1941[8], 04.06.1944[11]
  - медали в том числе:
  - «XX лет Рабоче-Крестьянской Красной Армии» (1938)[11]
  - «За победу над Германией в Великой Отечественной войне 1941—1945 гг.» (1945)[8]
  - «За победу над Японией» (1945)[8]

Приказы (благодарности) Верховного Главнокомандующего в которых отмечен М. И. Молев.
- За прорыв долговременной обороны японцев на границах Маньчжурии, форсирование горного хребта Большой Хинган, рек Амур, Уссури и занятие всей Маньчжурии. 23 августа 1945 года. № 372.
  - Знак Участнику Хасанских боёв

Российской империи
- Георгиевский крест 3-й степени
- Георгиевский крест 4-й степени
- Георгиевская медаль 2-й степени
- Георгиевская медаль 3-й степени
- Георгиевская медаль 4-й степени